# Konstancie Vladislavská
Konstancie Vladislavská (polsky Konstancja wodzisławska, nebo jen Konstancja) (narozena před rokem 1307, † 1351) – kněžna z rodu Piastovců, přesněji z větve Slezských Piastovců. Ve 14. století vládla ve Vladislavském knížectví, kdy hlavním sídlem bylo město Vladislav (polsky Wodzisław, německy Loslau, latinsky Vladislavia), dnes známá jako Slezská Vladislav (polsky Wodzisław Śląski).

## Úvod
Piastovna se jménem Konstancie se v historických zdrojích vyskytuje ve dvou obdobích:
1. Jako kněžna (ducissa) ratibořská, která je zmíněna v papežské listině církevních odpustků (indulgencie – církevní odpustky) z roku 1321.[1]
2. V Ratibořské kronice (polsky Kronika raciborska), kde byla titulována jako kněžna ratibořská a byla zmíněna její smrt v roce 1351.[2]

Žádná z těchto zmínek nepotvrdila skutečný původ šlechtičny, resp. rodičovskou linii. Historici se shodli na tom, že šlo o potomka z dynastie Piastovců, rodu Slezských Piastovců. Doložení toho, čí to byla dcera, podléhá dvou hypotézám:
1. Mohla být dcerou Vladislava I. Opolského[3]. První manželka Jindřicha IV. Probuse (polsky Henryk IV Prawy), kdy po několika společných létech soužití došlo k rozluce. Kněžna se odstěhovala do Ratiboře ke svým bratrům – Měškovi I. Těšínskému († 1315) a Přemkovi Ratibořskému († 1306). Z Ratibořského knížectví jí byla věnována část a to Vladislavské knížectví, kde vládla do své smrti. Oproti historikům se badatelé v tomto neshodují. Vladislav I. měl sice dceru, ale nedochovalo se její jméno. Shodují se však na tom, že tato dcera neznámého jména byla provdaná za Jindřicha IV.[4] Mohla však zemřít krátce po zásnubách, nebo mezi rozlukou a jeho novým sňatkem.[5]
2. Mohlo jít o kněžnu (ducissa) ratibořskou a kněžnu vladislavskou[6]. V tomto případě by šlo o dceru Přemka Ratibořského (†1306), nikdy neprovdanou. Sídlila ve Vladislavi (polsky Wodzisław), kde měla doživotní léno.

## Život

### Konstancie, dcera Vladislava I. Opolského

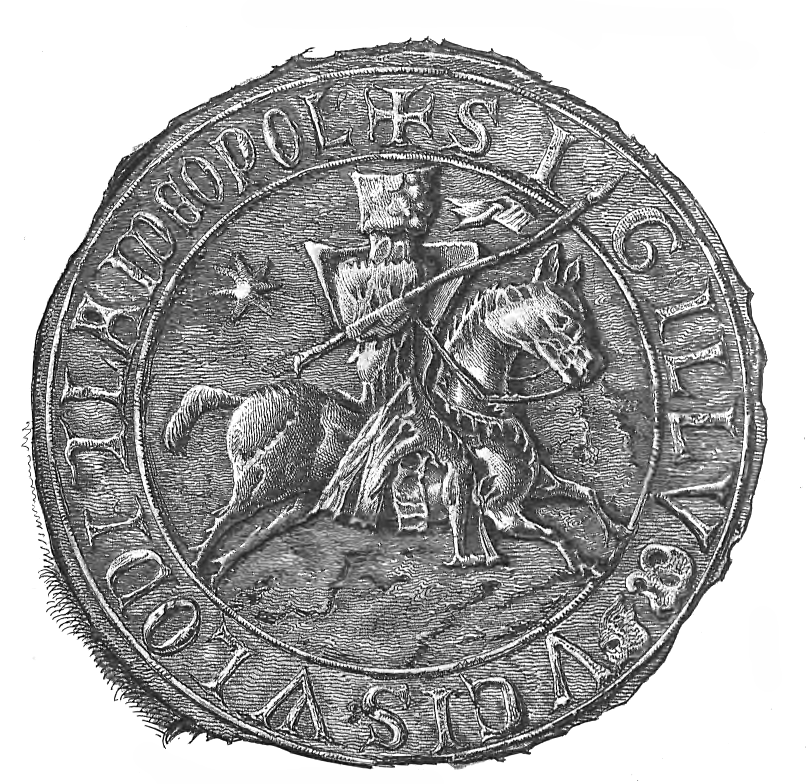
Pečeť Vladislava I. Opolského, datovaná k roku 1247

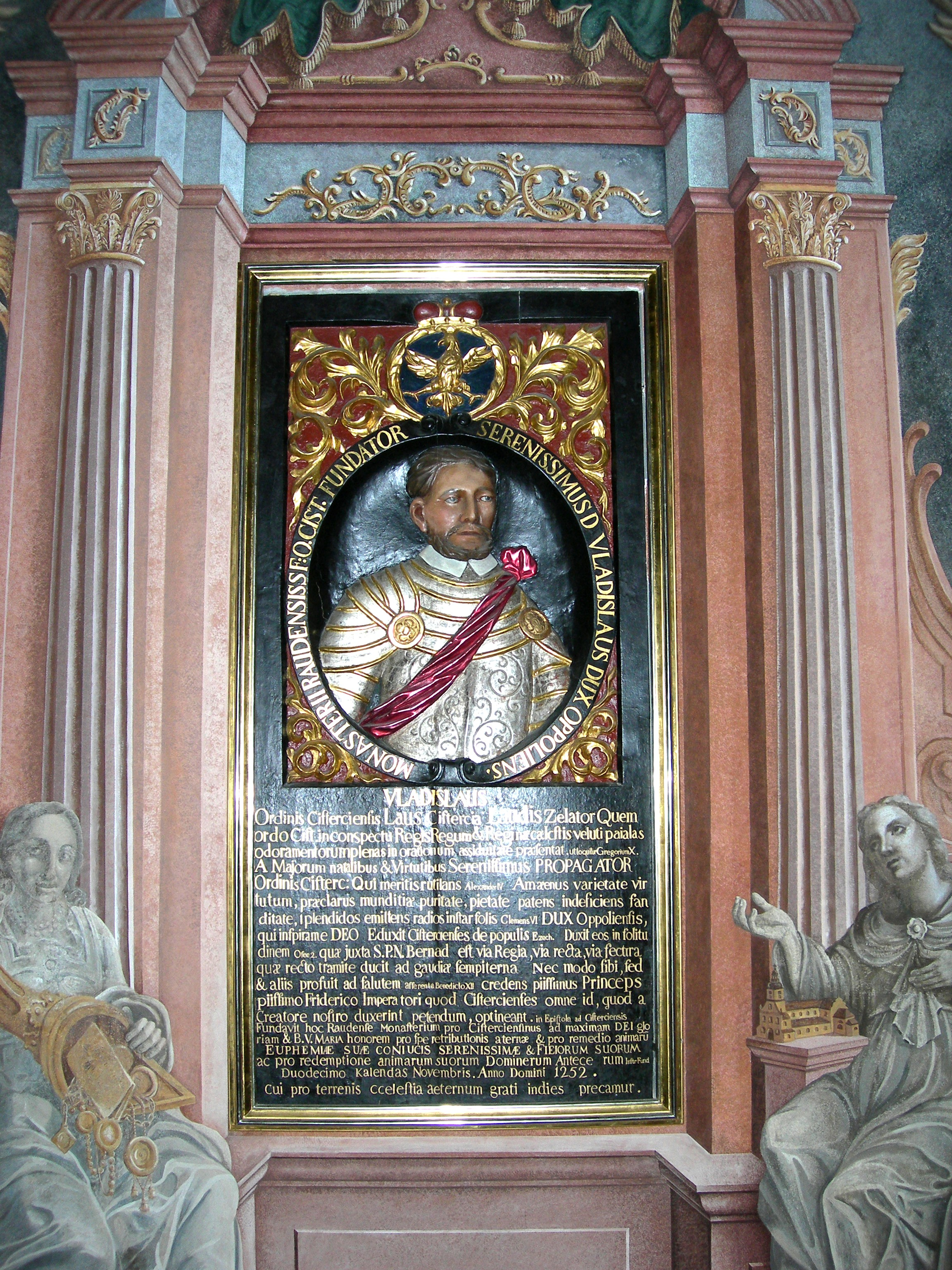
Epitaf Vladislava I. Opolského v klášterním kostele, Velká Ruda, Polsko

#### Identifikace osoby
Z manželství s Eufemií Velkopolskou, se mimo čtyř synů narodila také dcera. Tato bylo provdána za Jindřicha IV. Historické zdroje neuvádí její přesné jméno. Část historiků se kloní k tomu, že jde o Konstancii. Druhá skupina toto nepotvrzuje. Některé zdroje spekulují, že by mohlo jít o dceru se jménem Markéta (polsky Małgorzata), případně Grzymisławu (polsky Grzymisława).

#### Datum narození
Přesné datum narození rovněž není doloženo. Historici zúžili období na dvě supliky, které byly adresovány papeži. V těchto dokumentech si její bratři stěžovali na to, že v době, kdy se provdala za Jindřicha IV. byla ještě věkově nezpůsobilá k sňatku. Sňatek byl uzavřen mezi lety 1277–1280. Takže se kněžna narodila okolo roku 1265. Místo narození bylo pravděpodobně Opolí, v hlavním městě knížectví jejího otce, nebo v Ratiboři. V seznamu potomků Vladislava I. a Eufemie je vždy psána na posledním místě. Byla zde tedy možnost, že by mohla být starší než její bratr Přemek. Pokud by šlo skutečně o kněžnu Konstancii, pak by měla jméno po své kmotře a tetě, tedy sestře své matky Eufemie a Přemysla I. Velkopolského. Jejím dědem by byl Vladislav Odonic.

#### Manželství s Jindřichem IV. Probusem

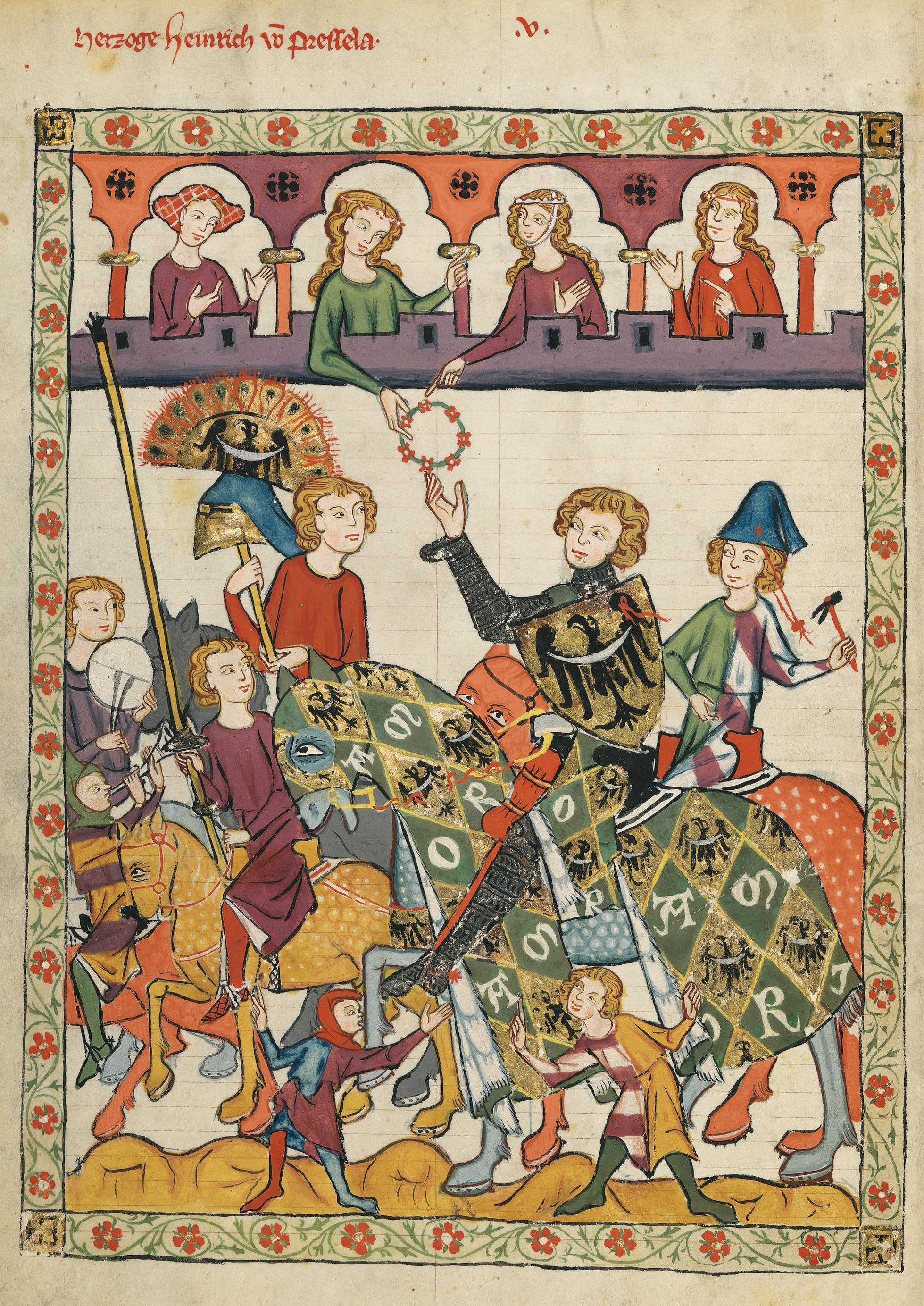
Jindřich IV. Probus na miniatuře Codex Manesse, okolo roku 1300

Dcera Vladislava I. byla provdána za Jindřicha IV. Probuse. Cílem manželství bylo uzavření spojenectví mezi Opolským knížectvím a Vratislavským knížectvím. Termín zasnoubení historici datují mezi druhou polovinu roku 1277 a březnem 1280. První termín je shodný s termínem propuštění Jindřicha IV. z půlročního vězení u strýce Boleslava II. Lysého (polsky Bolesław II Rogatka, † 1278), tedy 22. červenec 1277. Zásnuby tedy nemohly být dříve, neboť v Kronika polsko-slezská (polsky Kronika polsko-śląska) uvádí jméno jméno knížete vratislavského, jako chlapce, tedy neženatého muže. Nejzazší termín sňatku je pak svázaný s termínem sjezdu ve Vídni v březnu 1280, kde na jednom z dokumentu (spor mezi knížaty opolskými a knížaty vratislavskými) byl Vladislavem I. Jindřich IV. označen jako zeť. Historici se domnívají, že na uzavření této dohody mělo vliv zasnoubení dcery Vladislava I. s Jindřichem IV.
Historici pracovali také s hypotézou, která omezuje období uzavření manželství na roky 1277–1278. Tato hypotéza byla podložena následujícím faktem. – V listině českého krále Přemysla Otakara II. olomouckému biskupovi Brunovi ze Schauenburku ze dne 15. srpna 1277, se český král zmínil o setkání s polskými knížaty ve Vídni. Uvedl, že se chtěli setkat v Ratiboři, kde by byla také přítomna Eufemie Velkopolská s dcerou. Na tomto setkání se mělo hovořit o zásnubách této dcery Vladislava I. a Jindřicha IV.
Záměr českého krále pro setkání se s knížaty byl získat pro sebe podporu Vladislava I. a Jindřicha IV. v boji proti Rudolfovi I. Habsburskému. Historici pracují se zdrojem, který potvrzuje, že v druhé polovině roku 1277 existovalo spojenectví mezi vratislavskými a opolskými knížaty. Mezi dokumenty, které vystavil Vladislav I. a jeho synové, se nacházel také akt deklarace podpory pro všechny záměry Jindřicha IV. Tento dokument byl vystavený pravděpodobně po uzavření manželství mezi Jindřichem IV. a dcerou Vladislava I., protože ten byl nazván zetěm. Nejpozději však v roce 1278, neboť se v dokumentu nacházela klauzule, že garantem závazků knížete Vladislava I. byl Přemysl Otakar II., který padl 26. srpna 1278 v bitvě na Moravském poli (Suché Kruty). Připouští se tedy, že k zásnubám došlo v roce 1277, tedy po propuštění z věznění Boleslavem II. Cenou za tuto svobodu bylo odstoupení Boleslavovi II. třetiny území, s městy Slezská Středa (polsky Środa Śląska) a Střihom (polsky Strzegom), které zdědil po strýci Vladislavovi Slezském († 1270). Tedy uzavření spojenectví s Vladislavem I. bylo pro Jindřicha IV. nejvýhodnější řešení. Na základě supliky papeži, tato hypotéza podporuje to, že sňatek byl uskutečněn v Opolském knížectví a prováděl jej vratislavský biskup Tomáš II. Zaremba. Nejpravděpodobněji po dovršení plnoletosti, nevěsta odcestovala do knížectví svého manžela.
Po uzavření dohody s Jindřichem IV. na setkání ve Vídni, v březnu roku 1280, Vladislav I. vystavil dokument, kterým slíbil knížeti vratislavskému, kterého nazval zetěm, podporu a pomoc při získání koruny polského krále. Podmínkou podpory měla být právě korunovace kněžny na královnu, která tou dobou již žila s manželem. Věrohodnost suplik, které byly psány papeži, ukazovaly na možnost že zároveň s deklarováním podpory Jindřichovi IV., tak i uzavření manželství mohlo proběhnout ve Vídni, v roce 1280. V roce 1281, nebo 1282 zemřel Vladislav I. Vztahy mezi Jindřichem IV. a jeho švagry, pak mohly být napjaté. Příčinou mohlo být o, že knížata, tedy synové Vladislava I. odmítli podpořit Jindřicha IV. v boji o polskou korunu. Také to mohlo být zapříčiněno tím, že manželství mezi dcerou Vladislava I. a Jindřicha IV. bylo bezdětné.

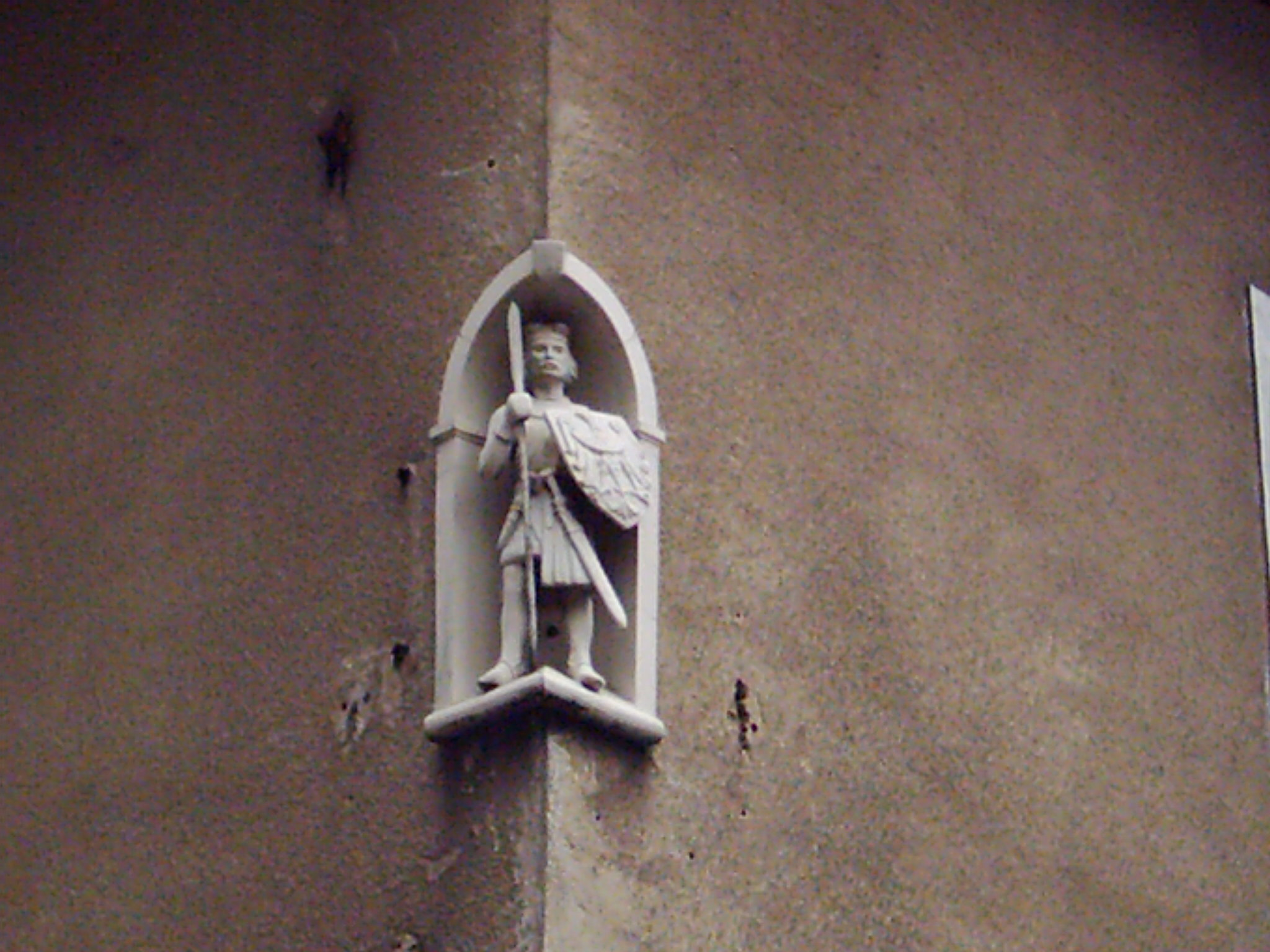
Soška Vladislava I. Opolský v nároží měšťanského domu na rohu ulic Władysława Opolskiego i Kościelnej, Slezská Vladislav. GPS 50.003330, 18.462108.

#### Rozluka s Jindřichem IV. Probusem
V historické literatuře je rozluka mezi Jindřichem IV. a jeho manželkou všeobecně akceptována. Byla podpořena závěry, že autory stížnosti papeži na Jindřicha IV., který vyvolal rozluku, jakož i vyhnal biskupa Tomáše II. Zarembu, jsou jeho švagrové. K rozluce došlo pravděpodobně nejpozději v roce 1287, protože na přelomu roku 1287/1288 se Jindřich IV. zasnoubil s Mechtildou Braniborskou (polsky Matylda Brandenburska), dcerou braniborského markraběte Oty V. a Judity z Henneberku.
Jádrem tohoto byl spor s biskupem Tomášem II. Ten, jako vyhnanec, byl přijat v Ratiboři bratry kněžny, Měškem I. († 1315) a Přemkem (†1306). Dne 18. dubna 1287 se na ně obrátil Jindřich IV., aby odmítli pomoc biskupovi Tomáši II., a to pod hrozbou ukončení dobrých vztahů. Podpora biskupovi a bezdětné manželství bylo záminkou pro rozluku. Obvinění kněžny, že je neplodná, bylo nejspíše lživé, protože také druhé manželství Jindřicha IV. bylo bezdětné. Knížata napsali papeži dvě supliky, s žádostí o intervenci u Jindřicha IV., aby jejich sestru vzal zpět. Supliky byly bez odezvy, protože byly vyhotoveny v období mezi sedisvakanci Honoriuse IV.(† 1287) a volbou Mikuláše IV. 22. února 1288.

#### Otázka úmrtí v 80. letech 13. století
V historické literatuře je možné se setkat s dvěma pohledy na datum úmrtí první ženy Jindřicha IV., podle kterých zemřela v 80. letech 13. století. Ještě před tím, než se podruhé oženil s Mechtildou Braniborskou. Hypotézy odporují ztotožnění dcery Vladislava I., knížete opolského s Konstancií Vladislavskou.
První hypotéza, dřívější od názoru na ztotožnění, byla založena na tom, že odloučená manželka Jindřicha IV. zemřela pravděpodobně v roce 1287, nebo 1288. Tedy krátce před jeho druhým manželstvím. Historické zdroje neposkytly žádná fakta o záměru Jindřicha IV. anulovat manželský vztah s dcerou Vladislava I., stejně jako o překážkách, s výjimkou blízkého pokrevního příbuzenstvi. Bylo však poukázáno na nedostatek zdrojů, které by podložily problémy Jindřicha IV., které vyplývaly ze situace v manželství, když usiloval o polskou korunu. Hypotéza je v literatuře potvrzena a přijata. Bylo poukázáno na to, že manželství Jindřicha IV. s dcerou Vladislava I. bylo neplatné, protože nezískal papežskou dispensi z důvodu blízké pokrevní příbuznosti, kdy matka Jindřicha IV. – Judita Mazovská (polsky Judyta Mazowiecka, † 1257), byla provdána za jeho otce Jindřicha III. Bílého (polsky Henryk III Biały, † 1266), jako vdova po Měškovi II. Opolsko-Ratibořském, řečený Tlustý (polsky Mieszko II Otyły, † 1246). Právě Měšek II. je bratr Vladislava I., tedy strýc manželky Jindřicha IV. V té době platil zvyk, že manželství mohlo být rozloučeno v případě, že žena byla neplodná. Ve stínu těchto okolností nebyly kroky Jindřicha IV. k anulování manželství nutné.
Druhá hypotéza se zabývala možností, že kněžna nebyla rozloučena, ale zemřela krátce po zásnubách. Poukazuje na to fakt, že jako jeho žena nebyla zmíněna autorem díla Genealogie sv. Hedviky (polsky Genealogia św. Jadwigi), protože tento autor neuváděl manželské svazky potomků sv. Hedviky (polsky św. Jadwiga), které trvaly jen krátce, nebo byly bezdětné. Jediné zdroje, které dávaly za pravdu rozluce, jsou dopisy (stížnosti) papeži od synů Vladislava I., tedy bratrů kněžny. Jednak na rozluku, a také na vyhnání biskupa. Tato hypotéza je uváděla jako nevěrohodné. V době, kdy mělo dojít k zásnubám s kněžnou, byli bratři kněžny ještě nezletilí. První stížnost byla směřována na papeže Řehoře X. († 1276), ten zemřel dříve, než byly supliky napsány. Podle suplik byl manžel, který rozloučil manželství cizí kníže, ale současně oba manželé pocházeli ze stejné diecéze. Současně ani spor Jindřicha IV. s biskupem Tomášem II., který uvedl všechny knížecí vrtochy a nepravosti, neuvedl žádnou informaci o rozluce manželství.

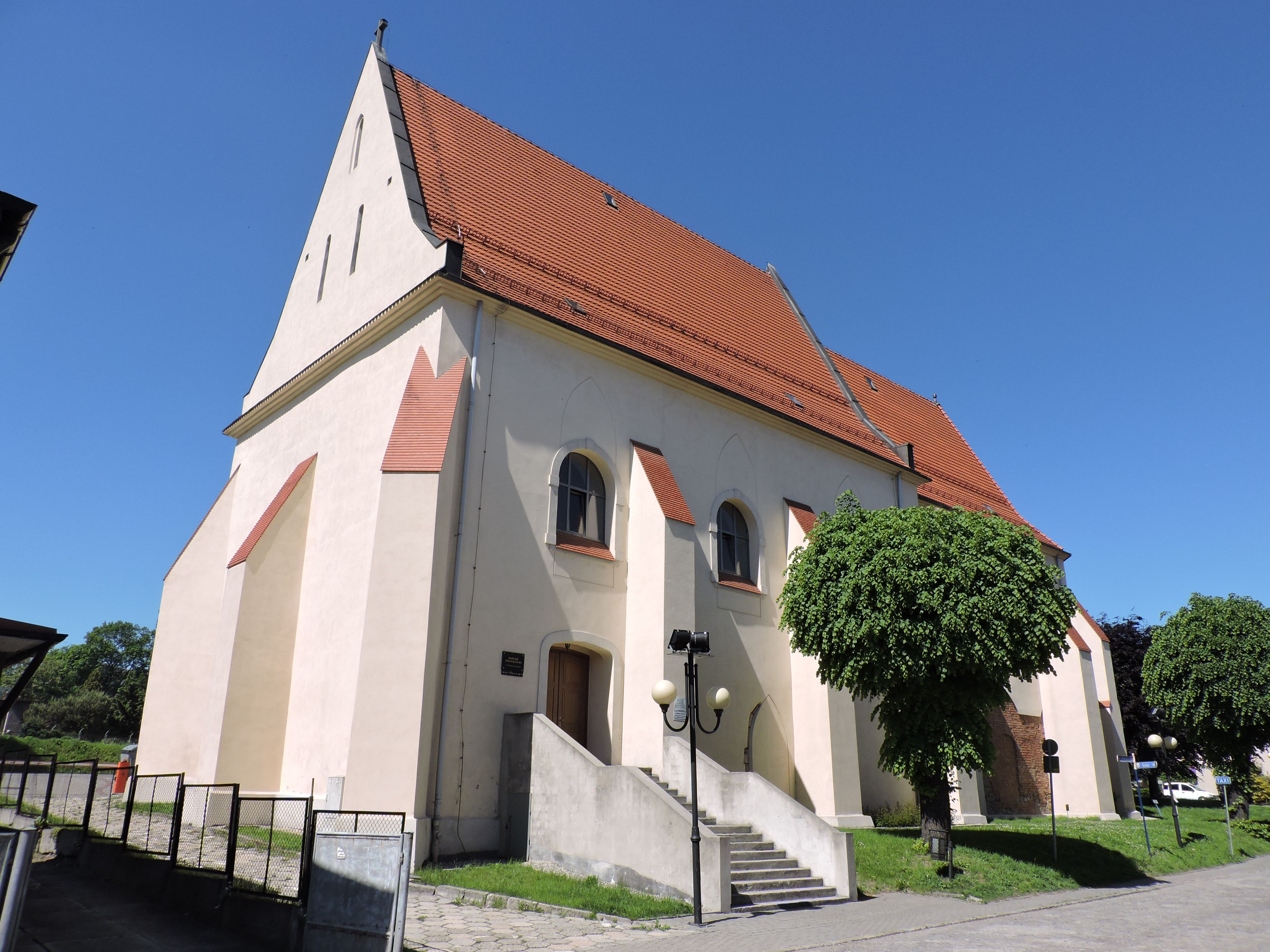
Vladislavský kostel sv. Trojice ze 14. století

### Konstancie, dcera Přemka Ratibořského
Podle historického názoru, že Konstancie byla dcerou Přemka Ratibořského a Anny Mazovské, dcery Konráda II. Mazovského, by se tedy měla narodit někdy před rokem 1307. Jistá Konstancie byla nejmladším ze čtyř dětí (Lešek Ratibořský † 1336, Anna Ratibořská † 1340, Eufemie Ratibořská † 1359). Její jméno odkazovalo na opatku Řádu cisterciánek v Třebnici (polsky Trzebnica), dceru Siemomysla Kujavského († 1287). Jméno jejího bratra Leška se odkazovalo na Leška II. Černého († 1288). Tato Konstancie pravděpodobně nebyla provdána. Do své smrti v roce 1351 pobývala ve Vladislavi, kde měla zajištěno právo dožití.
Přijmutím této hypotézy bylo snadnější vysvětlit jméno Konstancie v papežské bule, kdy je zmiňována kněžna (ducissa) ratibořská. Podle jednoho historického názoru, kdyby byla dcerou Vladislava I. Opolského, tak by pro ni bylo přesnější označení titulem kněžna opolská. Současně, pokud by opravdu šlo o dceru Vladislava I., pak by musela žít okolo 86 let. Ve prospěch hypotézy, že jde o dceru Přemka Ratibořského ukazoval rovněž fakt, že bylo obvyklé předat knížectví vladislavské sestře, než tetě, tedy sestře ze strany otce přes Leška Ratibořského, po smrti matky Anny Mazovské, protože město Vladislav jí zajišťovalo vdovský nárok.
Další argument poskytly archeologické výzkumy v klášterním kostele ratibořských dominikánek. Expertizy poukázaly na to, že v polovině 14. století zde byla pochována žena, které zemřela ve věku 40 let. Příčinou úmrtí byla nakažlivá choroba – mor. Pokud by nalezené ostatky pařily Konstancii, pak by jejím skutečným otcem byl zcela jistě Přemek Ratibořský.

### Vláda Konstancie ve Vladislavském knížectví
Pokud by došlo ke ztotožnění Konstancie jako dcery Vladislava I., pak by po odluce od manžela Jindřicha IV., odjela do Ratiboře. Společného sídla jejich bratrů – Měška I. († 1315) a Přemka (†1306). O pobytu kněžny (ducissa) ratibořské v tomto městě se zmiňovala papežská bula z 22. září 1321. Kde Vladislav I. Osvětimský († 1321), syn Měška Těšínského a od 1290 spoluvládce, jakož i jeho žena Eufrozina Mazovská († 1328) obdrželi právo výběru vlastního zpovědníka. Byl zde však problém s tím, jak dlouho zde kněžna Konstancie pobývala. Podle jednoho názoru historiků, krátce po příjezdu jí bylo dáno doživotní vlastnictví Vladislavského knížectví, které vzniklo oddělením z Ratibořského knížectví. Jiná hypotéza poukazuje na to, že kněžna Konstancie pobývala v Ratiboři až do smrti Anny Mazovské († 1324), tou dobou již vdově po Přemkovi Ratibořském († 1306), která před svou smrtí spravovala Vladislavské knížectví, jako doživotní léno. Syn Anny Mazovské – Lešek Ratibořský, daroval toto knížectví právě kněžně Konstancii. Tím bylo snazší vysvětlit, vztah mezi darem knížectví tetě ze strany otce, než své sestře.
Po dobu vlády Konstancie v knížectví se staly dvě významné události.
1. Nájezd Kazimíra III. Velikého na Slezsko v roce 1345, v období tzv. polsko-české války (viz Kazimír III. Veliký#Snahy o dokončení sjednocení polských zemí). Polská vojska obsadila sousedící Pštínu (polsky Pszczyna), Rybnik a Žory (polsky Żory). Přítomnost krále Jana Lucemburského, zvaného Slepý, na cestě mezi Vladislaví a Fryštátem zadržel polského krále před útokem na sídlo Konstancie.
2. Morová epidemie, v důsledku které kněžna zemřela.[47]

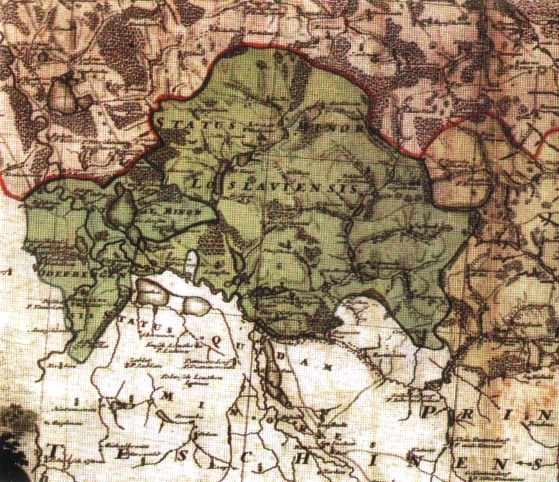
Mapa Vladislavského knížectví

Po dobu vlády byla mecenáškou výstavby kostela svaté Trojice, který byl postaven ve 14. století jako součást kláštera františkánek ve Vladislavi. Při výzkumu v letech 2010–2015, byla potvrzena časová shoda výstavby s dobou panování kněžny.
Podle záznamů v Ratibořské kronice (polsky Kronika raciborska) kněžna pobývala ve Vladislavi do své smrti v roce 1351.
Dědic Ratibořské větvě Piastovců – manžel Anny Ratibořské kníže Mikuláš II. Opavský začlenil Vladislavské knížectví zpět do Ratibořského knížectví.

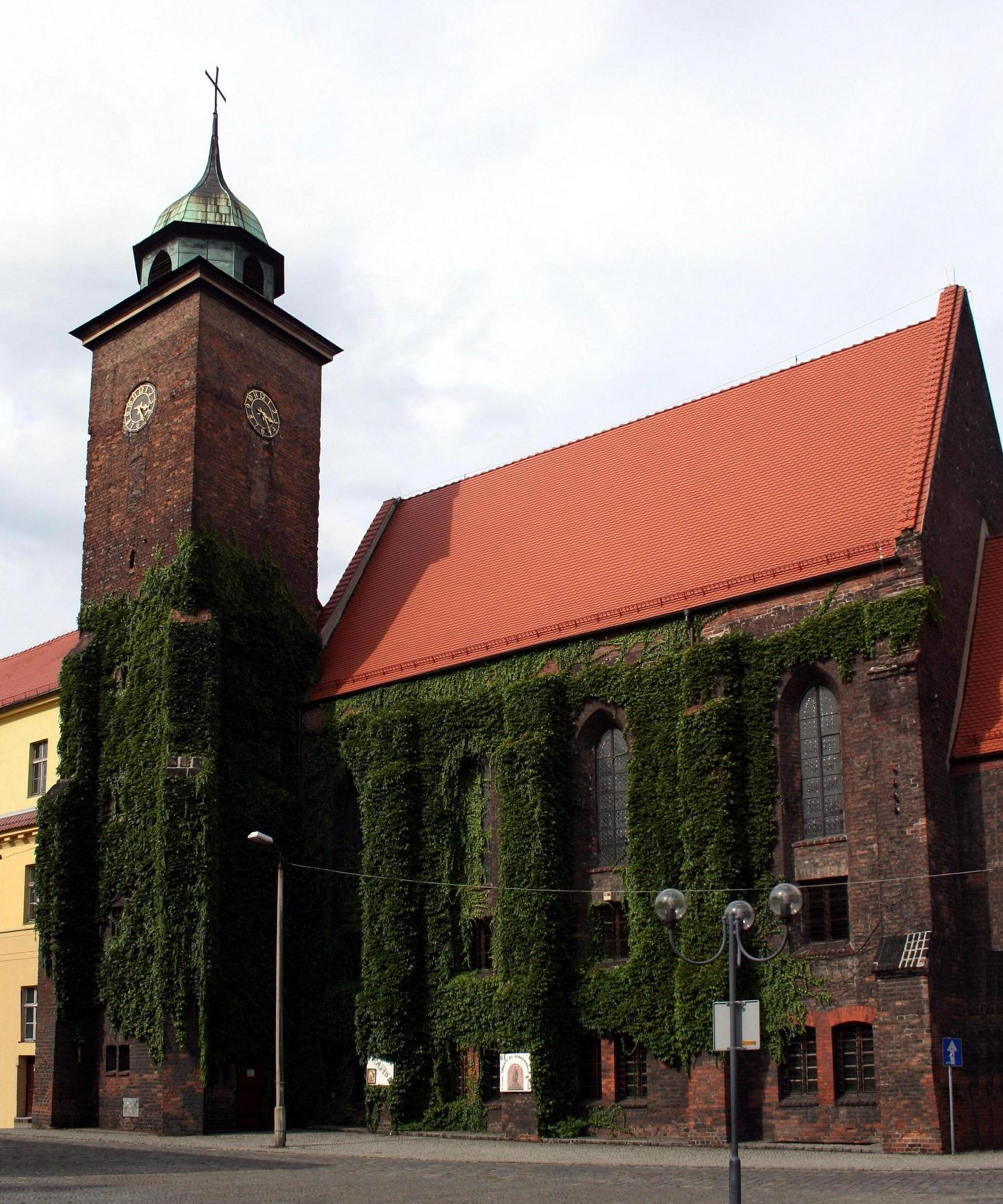
Klášterní kostel dominikánek v Ratiboř. Pravděpodobné místo pohřbení kněžny Konstancie.

## Smrt
Místo pohřbení není známo. Je pravděpodobné, dle historiků, že kněžna byla pohřbena ve Vladislavi, ve farním kostele, nebo v klášteře minoritů, ale s největší pravděpodobností v klášteru dominikánek v Ratiboři.
V roce 1992, v průběhu vykopávek, archeologického výzkumu v kostele, který patřil do areálu dominikánského řádu (dnes muzeum) v Ratiboři, byl nalezen hrob z poloviny 14. století. Uvnitř se nacházely kosterní pozůstatky ženy, urozeného původu, zemřelé ve věku okolo 40 let. V hrobě byly mimo jiné stopy vápna, což by napovídalo, že osoba zemřela na nakažlivou nemoc. V letech 1349–1351 byla ve Vladislavském knížectví morová epidemie. Historici se tedy domnívají, že by mohlo jít o dceru Přemka Ratibořského.

## Odkaz v kultuře
Označení preclarissima, tedy nejsvětější, nejšlechetnější, kterým byla Konstancie charakterizována v Ratibořské kronice (polsky Kronika raciborska), ukazuje na to, jak si kněžna získala respekt a uznání svých poddaných. Poukazuje na to také fakt, že v místních legendách i podáních, jako je např. o: Šedá paní, nebo Vladislavská paní (polsky Szara Pani, Wodzisławska Pani) se ukazuje jako veskrze kladná postava.
Ve Vladislavi jsou památky na kněžnu Konstancii:
- Ulice kněžny Konstancie (polsky Ulica Księżnej Konstancji, GPS: 50.001572, 18.460453)
- Gymnázium (polsky Gimnazjum nr 4 im. Wodzisławskiej Księżnej Konstancji, GPS: 49.978097, 18.506167)[53]
- Památný dub u koupaliště Balaton (Konstancja)[54]

V jednom z měšťanských domů ve Vladislavi byla do nárožního výklenku umístěna soška s jejím vyobrazením.